# Alignan-du-Vent
Alignan-du-Vent é uma comuna francesa na região administrativa de Occitânia, no departamento de Hérault. Estende-se por uma área de 17,3 km². Em 2010 a comuna tinha 1 773 habitantes (densidade: 102,5 hab./km²).